# Apalis personata
Apális-de-faces-pretas ou apális-de-cara-preta (Apalis personata) é uma espécie de ave da família Cisticolidae.
Pode ser encontrada nos seguintes países: Burundi, República Democrática do Congo, Ruanda e Uganda.
Os seus habitats naturais são: regiões subtropicais ou tropicais húmidas de alta altitude.